# Sven-Olof Jonsson
Sven-Olof Jonsson (Östersund, 1893. január 23. – Danderyd, 1945. január 2.) olimpiai bajnok svéd tornász.
Az 1920. évi nyári olimpiai játékokon indult tornában és a svéd rendszerű csapat összetettben aranyérmes lett.
Klubcsapata a IFK Stockholm volt.